# All American Racers

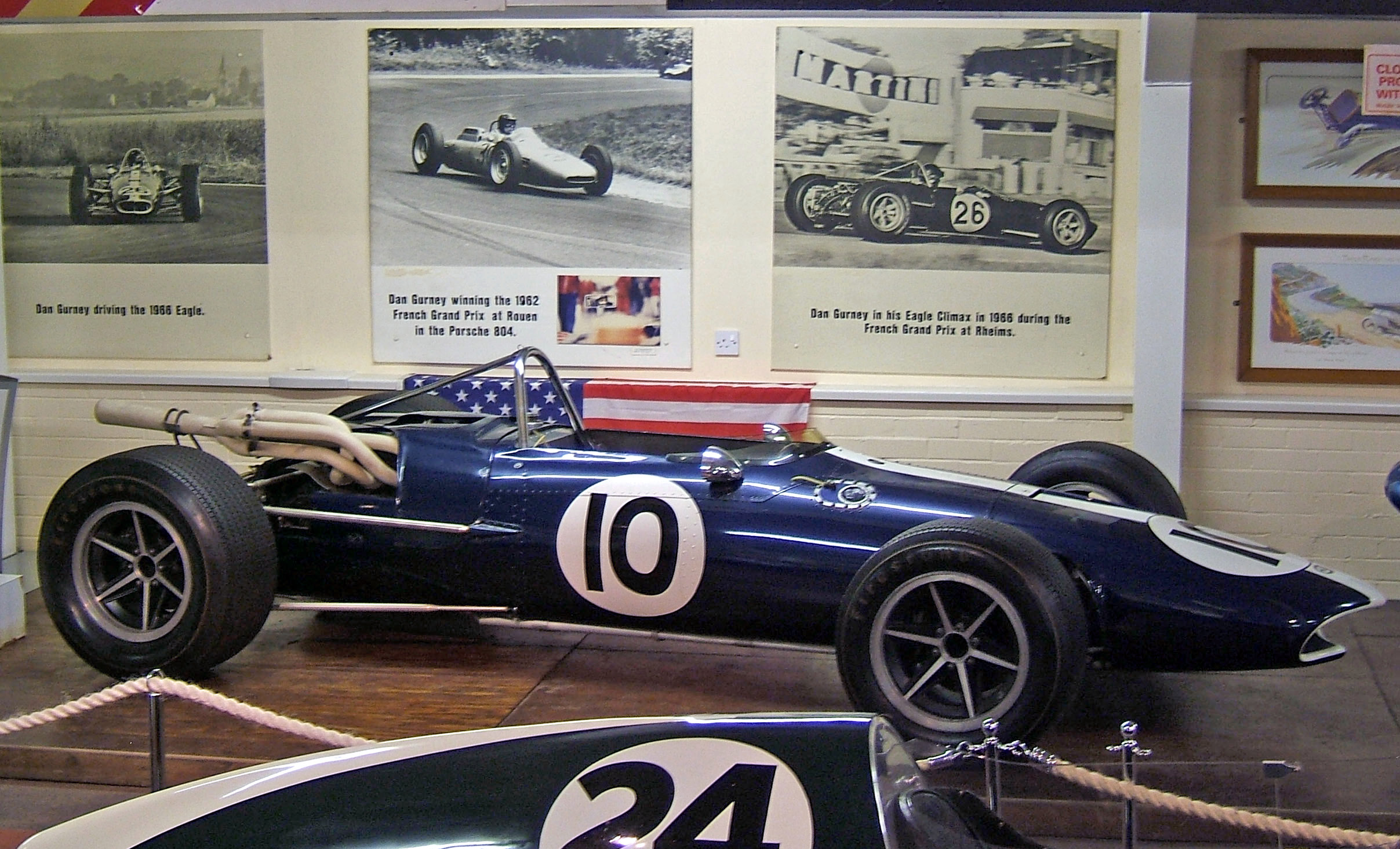
Eagle Mk1, który startował w serii USAC

All American Racers – zespół wyścigowy startujący w Formule 1, serii USAC i CART. Został założony przez Dana Gurneya i Carrolla Shelby'ego w 1964 roku. Pojazdy własnej konstrukcji niezależnie od serii wyścigowej nosiły zawsze nazwę Eagle.

## Formuła 1
Aby startować w Formule 1 Gurney utworzył oddział zespołu z bazą w Wielkiej Brytanii, któremu nadał nazwę Anglo American Racers. Zajmował się on wyłącznie Formułą 1 uczestnicząc w rywalizacji w latach 1966-1968.

### Kierowcy
- Dan Gurney (1966-1968)
- Bob Bondurant (1966)
- Bruce McLaren (1967)
- Ludovico Scarfiotti (1967)

## USAC i CART
W latach 60. i 70. nadwozia Eagle odnosiły wiele sukcesów w serii USAC, szczególnie za sprawą Bobby'ego Unsera, który w barwach AAR wygrał m.in. Indianapolis 500 w 1975 roku.
Zespół nie startował w latach 1987-1995, natomiast od 1996 roku powrócił do CART wspomagając Toyotę w rozwoju silnika dla tej serii. Jednak wyniki były dalekie od sukcesów z ubiegłych dekad i zespół został zlikwidowany po sezonie 1999 w CART.

### Kierowcy CART
- Mike Mosley (1979-1981)
- Geoff Brabham (1981)
- Rocky Moran (1981)
- Mike Chandler (1982, 1984)
- Pete Halsmer (1984)
- Kevin Cogan (1984-1985)
- Ed Pimm (1984-1985)
- Jan Lammers (1986)
- Juan Manuel Fangio II (1996-1997)
- P.J. Jones (1996-1998)
- Vincenzo Sospiri (1998)
- Alex Barron (1998-1999)
- Raúl Boesel (1999)
- Andrea Montermini (1999)
- Gualter Salles (1999)